# Până la sânge
Până la sânge este un single al formației Carla's Dreams lansat la 10 mai 2017. Piesa a fost compusă și produsă de Carla's Dreams.
Piesa este extrasă de pe albumul ANTIEXEMPLU, și a reușit să ajungă pe prima poziție a topurilor din România și Republica Moldova. Piesa a reușit să adune 1.000.000 de vizualizări pe YouTube la doar câteva zile de la lansare. Piesa a început să facă parte din coloana sonoră al serialului Fructul oprit, fiind și melodia de generic a serialului.

## Bazele proiectului
Până la sânge a fost compus de membrii trupei Carla's Dreams, iar de producție s-au ocupat Alex Cotoi și Carla's Dreams.

## Live
Piesa s-a auzit prima dată live la postul de radio Radio ZU în februarie 2017. La fel ca și în cazul piesei Sub pielea mea, s-a cântat o bucată din piesă. Clipul acestei interpretări a fost încărcat pe canalul de YouTube al postului și a adunat până în prezent peste 2.000.000 de vizualizări, ajungând atunci și pe primele poziții al topului Trending din YouTube în zilele următoare. Varianta completă a piesei s-a auzit live la postul de radio Kiss FM chiar în ziua lansării clipului. Clipul performanței a fost încărcat pe canalul de YouTube al postului și a adunat până în prezent peste 500.000 de vizualizări. Piesa s-a mai auzit live atât la concertul organizat la Arenele Romane, cât și la celelalte concerte ale trupei de atunci până în prezent.

## Videoclip
Clipul a fost filmat la Chișinău sub regia lui Roman Burlaca. Videoclipul a fost încărcat pe canalul de YouTube al trupei și a adunat până în prezent aproape 59.200.000 de vizualizări.

## Performanța în topuri
În categoria pieselor românești, piesa debutează pe poziția a-7-a cu un număr de 93 de redări la doar o săptămână de la lansare. La aproape 2 luni de la apariția sa în top, piesa ajunge pe prima poziție cu un număr de 275 de difuzări. Piesa a staționat pe această poziție timp de 11 săptămâni consecutive. În topul de la Radio Zu, piesa a staționat pe prima poziție timp de 8 săptămâni consecutive, iar în topul de la postul de radio Kiss Fm a staționat pe prima poziție timp de 2-3 săptămâni.

## Topuri
| Grafic (2017)                                      | Poziția |
| Republica Moldova (Airplay 100)                    | 1       |
| România (Romanian Top 100)                         | 1       |
| România (Media Forest)                             | 1       |
| România (Kiss Top 40/Kiss FM)                      | 1       |
| România (Most Wanted/Radio ZU)                     | 1       |
| România (Virgin Radio Hot 40/Virgin Radio Romania) | 1       |

## Lansări
| Țara    | Data        | Format           | Casa de discuri |
| ------- | ----------- | ---------------- | --------------- |
| România | 10 mai 2017 | Digital download | Global Records  |